# Tchajwanská lidová strana
Tchajwanská lidová strana (tradiční znaky: 臺灣民眾黨; hanyu pinyin: Táiwān mínzhòng dǎng; tchajwansky: Tâi-oân Bîn-chiòng Tóng; český přepis: Tchaj-wan min-čung-tang; anglicky Taiwan People's Party) je politická strana působící na Tchaj-wanu. Založena byla 8. srpna 2019 starostou Tchaj-peje Kche Wen-čem.
Strana je součástí politického jevu známého jako "třetí síla" (第三 勢力), ve kterém se nové politické strany snaží nabídnout alternativu k tradičnímu uspořádání tchajwanské politiky ovládané zeleným táborem v čele s DPP a modrým táborem vedeném Kuomintangem.

Ve volbách do Legislativního dvora (nejvyšší zákonodárná moc) v lednu 2020 strana získala 5 z možných 113 mandátů.
Ve volbách do Legislativního dvora (nejvyšší zákonodárná moc) v lednu 2024 strana získala 8 z možných 113 mandátů.